# Zeche Vereinigte Hamburg und Franziska
Die Zeche Vereinigte Hamburg & Franziska war das größte und bedeutendste Kohleförderunternehmen in Witten. Sie entstand durch die Fusion der in Witten gelegenen Zeche Franziska und Zeche Hamburg im Jahre 1895.

## Zeche Franziska
Wahrscheinlich wurde im Grubenfeld schon im Mittelalter von den Herren von Witten Bergbau betrieben. Mehrere Grubenfelder wurden im 18. Jahrhundert verliehen, z. B. Alte Franziska, Franzisca, Franziska Erbstollen, Franziska Fortsetzung. Um auch unter der Erbstollensohle zu fördern, wurde zu diesem Zweck von den entsprechenden Gewerkschaften im Jahre 1839 Franziska Tiefbau gegründet.
Das Zechengelände befand sich nahe dem Ortskern der erst wenige Jahre zuvor zur Stadt ernannten Gemeinde Witten. Der heutige Verlauf der Eisenbahnlinie zwischen Dortmund und Hagen durchs Wittener Stadtgebiet wurde nicht zuletzt durch die Gründung der Zeche bestimmt. In den ersten Jahren ihres Bestehens wurden die in Witten geförderten Kohlen allerdings nicht über die Schiene, sondern über die nahe gelegene Ruhr transportiert. Die wirtschaftliche Bedeutung der Zeche für die Stadt war enorm; einer ihrer ersten Leiter war der Industriepionier Carl Ludwig Berger, der maßgeblich an der Entwicklung Wittens Anteil trägt.
Zwischen den Betreibern der Zeche und dem Magistrat der Stadt kam es in den 1870er Jahren jedoch zu erheblichen Verstimmungen, da die Zeche ausgebeutete Flöze nicht wieder zuschüttete, weshalb es im Gebiet der gesamten Stadt zu massiven Erdabsenkungen kam. Dadurch entstanden mehrere Bergschäden. Es zeigten viele Häuser Risse auf, und Wasserleitungen brachen. Erst 1879 kam es zu einer gütlichen Einigung zwischen Stadt und Zeche mit der Verpflichtung der Betreiber, in den ausgebeuteten Grubenteilen Versatz einzubringen.
Mit dem Bau einer Brikettfabrik im Jahre 1881 arbeitete die Zeche ihre Kohle vor allem für den Bedarf der Eisenbahn auf; das Gros der in Witten geförderten Kohle wurde allerdings für den Hausgebrauch aufgearbeitet und unter anderem in die Niederlande verkauft.

## Zeche Hamburg

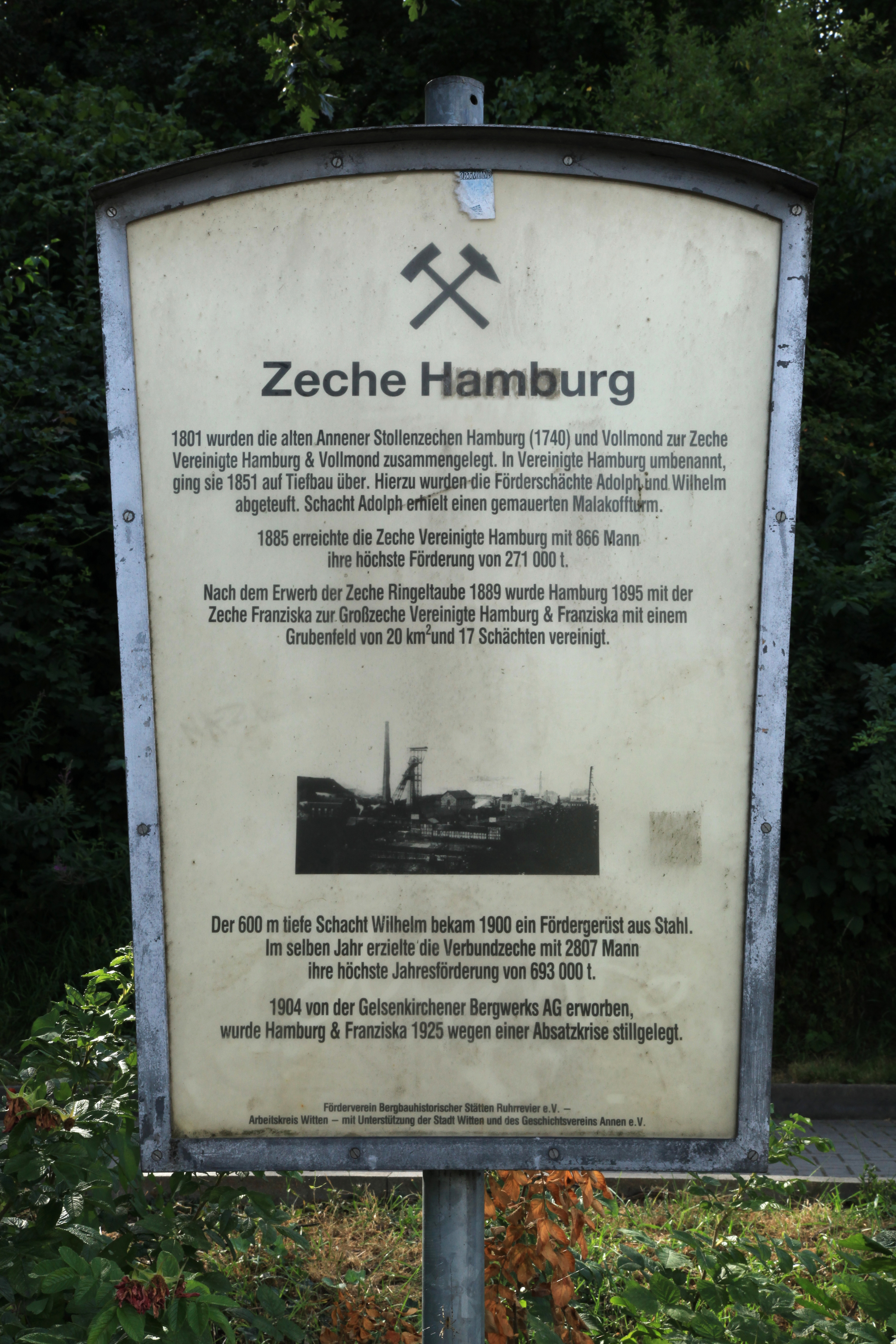
Infotafel des Fördervereins Bergbauhistorischer Stätten Ruhrrevier zur Zeche Hamburg

Die Zeche Hamburg im Ortsteil Annen gilt als die bedeutendste Zeche des ehemaligen Amtes Annen-Wullen. Die Geschichte der Zeche Hamburg begann mit einer seit 1740 betriebenen Stollenzeche. Durch Konsolidation im Jahre 1851 mit der Stollenzeche Vollmond entstand die Zeche Vereinigte Hamburg & Vollmond. Das Geviertfeld Ardey+Dreigewerke wurde ebenfalls mit vereinigt.
Der Übergang zum Tiefbau erfolgte 1851 mit dem Abteufen des Schachtes „Adolf“. 1870 wurden dort von 453 Beschäftigten 150.906 Tonnen Kohle gefördert. 1877 erreichte der zweite Schacht, genannt Schacht „Wilhelm“, bei 339 Metern Teufe die 5. Sohle und konnte seine volle Funktion aufnehmen. In dieser Tiefe wurde 1888 eine Verbindung zur Zeche Franziska in Witten gegraben. In der Folge fusionierten beide Schachtanlagen. 1889 wurde zusätzlich die Zeche Ringeltaube übernommen.
Ihre Spuren hat die 1851 gegründete Zeche, deren Ursprünge bis ins 18. Jahrhundert zurückliegen, bis heute im Landschaftsbild von Annen hinterlassen. Die ehemalige Halde der Zeche wurde in den 1970er Jahren naturiert und gilt heute als eine kleine Waldoase inmitten des größten Stadtteils von Witten. Die nahe der Bahnlinie gelegene Hamburgstraße erinnert an die Zeche.

## Zeche Vereinigte Wallfisch

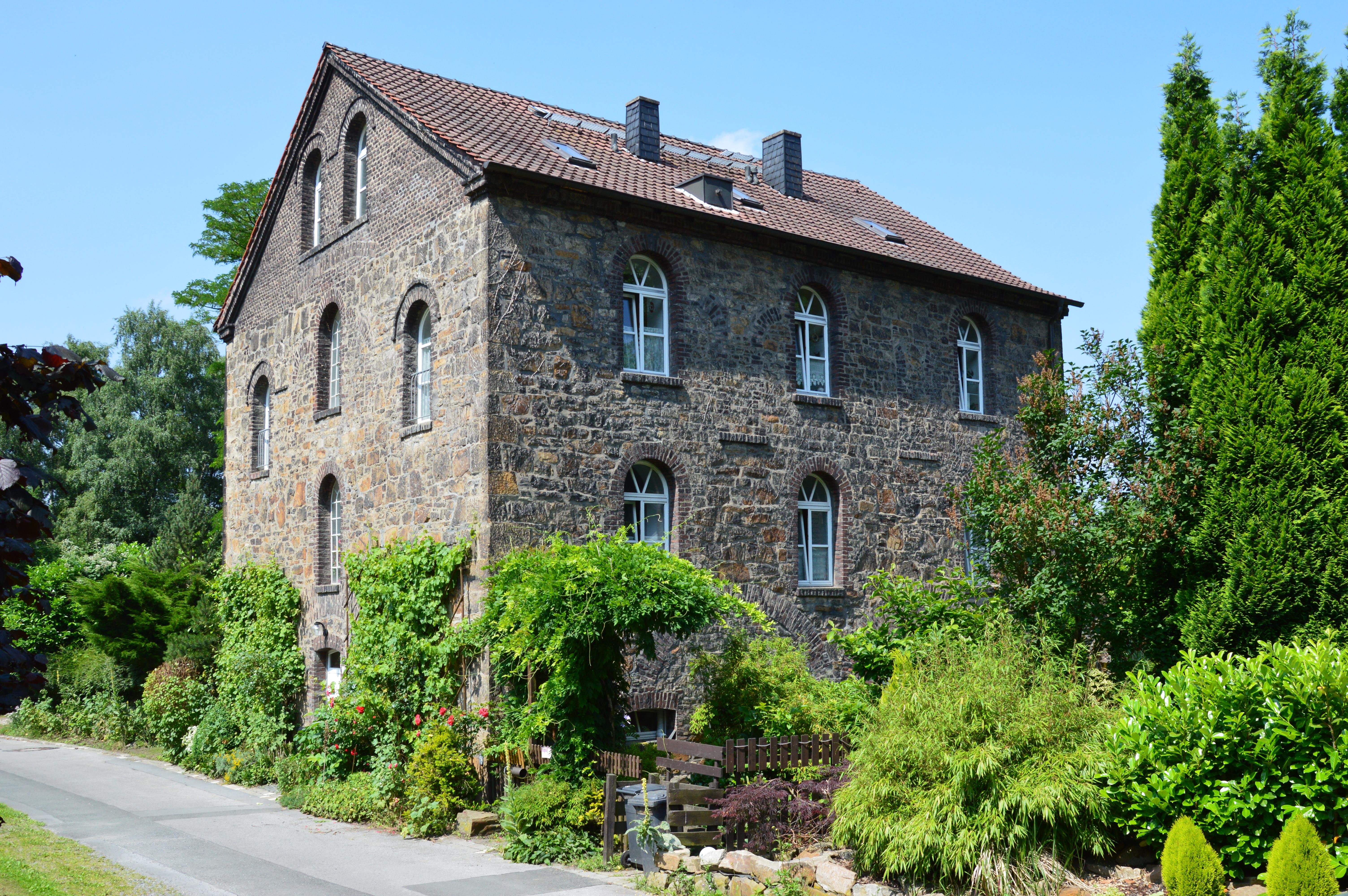
Zeche Wallfisch

Im 18. Jahrhundert wurde der alte Steinkohlenbergbau erstmals erwähnt. Am Steinberg in Düren (Witten) wurden unter dem Namen Steinbergerbank, Dickebank oder Wallfischbänke Kohlen abgebaut. Zur Lösung dieser Zechen war der Steinbergerbänker Stollen aufgefahren worden.
1832 wurden diese Stollenzechen zusammen mit anderen zur Zeche Vereinigte Wallfisch zusammengeschlossen, um eine Tiefbauanlage zu betreiben. 1850 wurde die Berechtsame um weitere Grubenfelder bis zum Crengeldanz erweitert. Nachdem alle Kohlen über der Stollensohle abgebaut waren, wurde 1855 nun mit dem Bau der Tiefbauanlage Schacht Wallfisch begonnen. Aus dieser Zeit hat sich das Maschinenhaus erhalten.
1894 wurde die Zeche Ver. Wallfisch mit der Zeche Franziska verbunden. 1895 wird ein neuer Tiefbauschacht Schacht Düren, auch bekannt als Franziska-Düren, angefangen. Mit der Fusion von Hamburg und Franziska ging die Zeche in der neuen Gesellschaft auf, der Bau des Schachtes Franziska-Düren wurde gestoppt. Ab 1902 wurde der Schacht jedoch weiter gebaut und in Betrieb genommen.

## Zeche Vereinigte Hamburg & Franziska

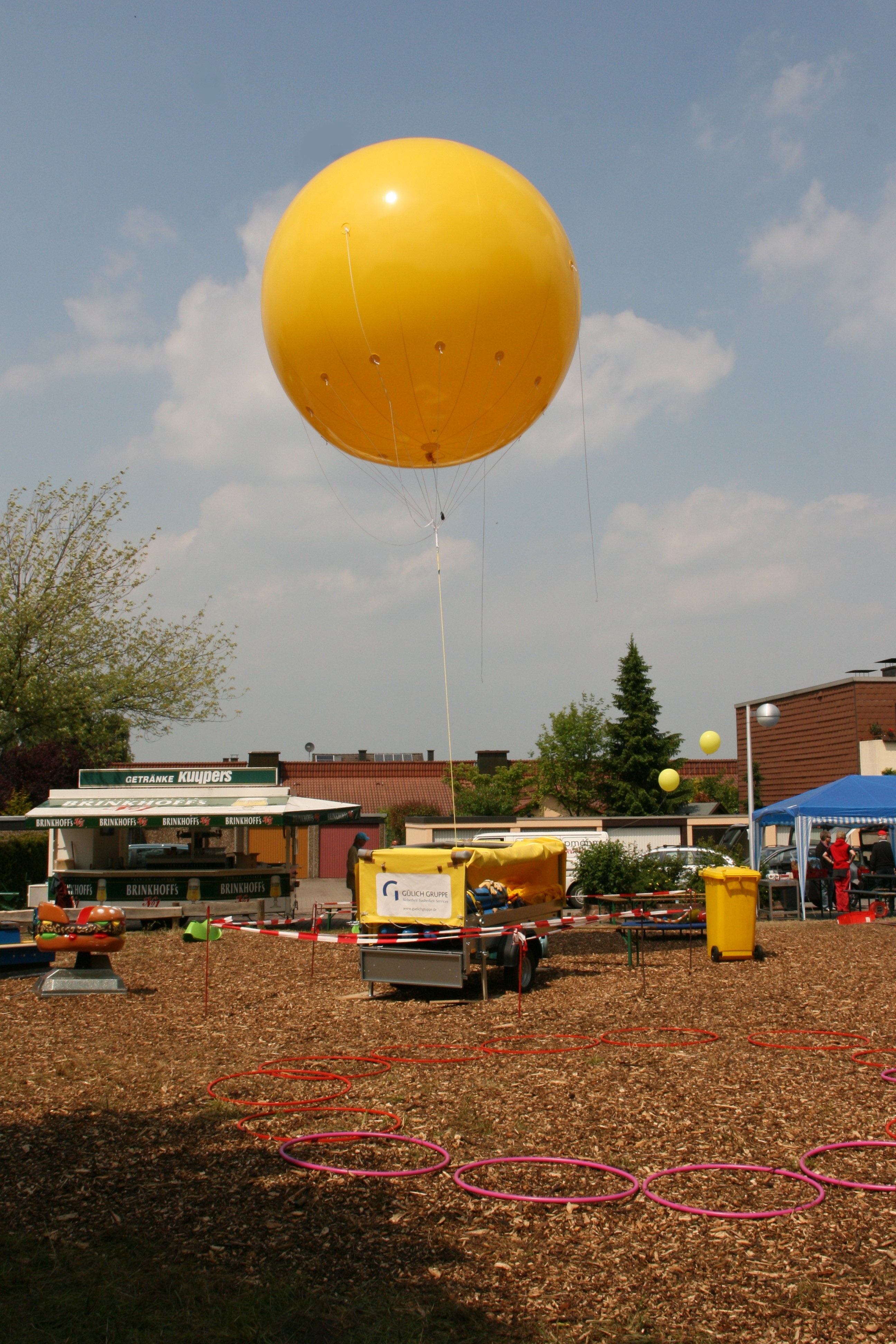
SchachtZeichen am ehemaligen Standort des Schachtes Theodor in Stockum

Nach der Fusion 1895 förderten bis zu 2.500 Bergleute bis zu 641.000 Tonnen im Jahr. 1904 übernahm die Gelsenkirchener Bergwerks-AG die Zeche und führte sie bis zu ihrer Schließung im Jahre 1925. Aufgrund der Verlagerung des Kohlebergbaus in die Emscherregion bereits zum Ende des 19. Jahrhunderts verlor der auf Kleinzechen angelegte Bergbau im Ruhrtal an Bedeutung. Die Zeche Vereinigte Hamburg & Franziska war allerdings keine Kleinzeche, mit ihren bis zu 2500 Mitarbeitern war sie dennoch erheblich kleiner als die großen Zechen zum Beispiel in Gelsenkirchen.
Während des Ersten Weltkrieges brach die Kohleförderung massiv ein, da ein Großteil der Bergleute als Soldaten an der Front kämpften; viele von ihnen kamen ums Leben. Während der anschließenden politischen Unruhen, der Wirtschaftskrise und schließlich der Ruhrbesetzung erlebte die Wittener Kohle noch einmal eine kurze Hochphase. Einerseits, um Reparationszahlung an die Franzosen leisten zu können, andererseits, da nur die Kohle die deutsche Energieversorgung gewährleisten konnte. 1918 wurde die stillliegende Zeche Nachtigall und Helene angepachtet, aber der Abbau war nicht möglich. 1922 erreichte die vereinigte Zeche mit 3199 Bergleuten ihren höchsten Mitarbeiterstand; 475.000 Tonnen Kohle wurden zuletzt gefördert. Am 31. Juli 1925 schlossen die Betreiber die Zeche, da sich die Ausbeutung der Ruhrtalzechen für sie finanziell nicht mehr lohnte.
Das stählerne Fördergerüst der Zeche wurde demontiert und nach Bergkamen transportiert, um über dem Schacht „Grillo III“ alias „Kiwitt“ der Zeche Monopol neu errichtet zu werden. Dort verrichtete es noch jahrzehntelang seinen Dienst.

## Spurensuche
Nach ihrer Schließung verfiel das Gelände der Schachtanlage „Franziska“ verwahrlost am Rande der Innenstadt. Erst mit dem Bau des Wittener Saalbaus und eines großen Hotels veränderte sich das Aussehen des Geländes maßgeblich. Aufgrund seiner Nähe zum (ehemaligen Rittersitz) Haus Witten ist das Gelände heute quasi dem Wittener Stadtpark vorgelagert, obschon beide Gebiete durch eine Hauptverkehrsstraße getrennt werden.
Das Areal der Zeche „Hamburg“ ist in einem Gewerbegebiet neben dem S-Bahnhof Witten-Annen Nord aufgegangen.
Zeche Ringeltaube beherbergt heute eine Tennisanlage und machte im Dezember 2007 durch einen Schachteinsturz Schlagzeilen.
Bei Probebohrungen für den Bau eines Hotels wurde festgestellt, dass der 505 m tiefe zur Zeche Vereinigte Hamburg und Franziska gehörige Schacht Eleonore nicht ausreichend gesichert ist. Das Ergebnis eines Gutachtens ergab, dass der ca. 2,6 Meter mal 5,4 Meter große Schacht nach der Stilllegung nicht, wie bisher angenommen, mit Bauschutt verfüllt wurde, sondern lediglich mit einer Stahlplatte abgedeckt wurde und diese bereits Korrosionsschäden aufweist. Der Schacht ist dabei bereits bis auf 15 m mit Grundwasser gefüllt. Der Konzern E.ON, der in diesem Fall der Rechtsnachfolger ist, plant die zukünftige Schachtverwahrung, sodass der Schacht mit einem Betonpfropfen aufgefüllt wird.